# Bettina Heinen-Ayech
Bettina Heinen-Ayech (Solingen, 1937. szeptember 3. – München, 2020. június 7.) német festő. Színes algériai tájképeiről vált ismertté. 1955 és 2017 között számos kiállítása volt világszerte, és több díjat is elnyert. Heinen-Ayech 2020. június 7-én hunyt el.

## Életrajz
Bettina Heinen Johann Jakob Josef „Hanns“ Heinen (1895–1961) újságíró lánya volt, aki Bauchemben, Németországban született. Évekig a Solinger Tageblatt és az ipari újság, az Eberswalder Offertenblatt főszerkesztőjeként dolgozott. Emellett lírikusként és drámaíróként is tevékenykedett. Édesanyja, Erna Steinhoff-Heinen (1898–1969), Düsseldorfban született, és a Vesztfáliából, Soest környékéről származó család tagja volt. Bettina Heinen három testvérrel, két fiú- és egy lánytestvérrel nőtt fel. Gyermekkorukat a németországi Solingenben töltötték, egy olyan otthonban, amelyet a művészet és a nyitottság jellemzett.A család egy régi, favázas házban élt Höhscheid kerületben, amely egykor egy ólomércbánya területe volt. Bettina Heinen egészen idős koráig használta ezt a házat, amikor szülővárosában tartózkodott.
A második világháború alatt Bettina Heinen édesanyjával és nővérével 1942-től a bajorországi Kreuzthal-Eisenbach-ban élt, Isny közelében, az Allgäu régióban. Később csatlakozott hozzájuk a család barátja és szintén festő, Erwin Bowien (1899–1972), aki tízéves hollandiai tartózkodás után 1942-ben tért vissza Németországba, és folyamatosan menekülnie kellett a náci hatóságok elől. Édesapja, Hanns Heinen 1944-ben követte őket, miután egy cikket publikált Németország valódi helyzetéről. Az ellene és Bowien ellen szóló letartóztatási parancsok megérkeztek Kreuzthalba, amire Heinen később úgy emlékezett vissza, hogy ez „szinte darabokra tépte a postamesternőt”.
1948 és 1954 között Bettina a Solingeni August Dicke Leánygimnáziumba járt, ahol egyik tanára felfigyelt tehetségére, és bátorította fejlődését. Első művészeti képzését Erwin Bowien irányításával kapta, aki egészen haláláig mentora maradt. 1954-től a Kölni Werkschulen művészeti iskolában tanult, ahol Otto Gerster monumentális falfestészet osztályába járt, és három előkészítő kurzust is elvégzett. Első kiállítására 1955-ben került sor a Bad Homburg-i Kursaalban, ahol 20 akvarelljét és rajzát mutatták be. A frankfurti galériás, Hanna Bekker vom Rath beválogatta a mindössze 18 éves Heinen festményeit a Kortárs német művészet című csoportos kiállításba (1955/56). A tárlaton művei olyan neves alkotók képeivel együtt szerepeltek, mint Karl Schmidt-Rottluff, Paul Klee, Max Beckmann, Max Ernst, Ernst Ludwig Kirchner és Käthe Kollwitz. A kiállítás Dél-Amerikát, Afrikát és Ázsiát is bejárta. Schmidt-Rottluff ekkor ezt tanácsolta neki: „Bettina, maradj hű önmagadhoz!”
Ezt követően Hermann Kasparnál tanult a Müncheni Képzőművészeti Akadémián, majd Svájcba, Ticino régióba utazott. 1958-tól a Koppenhágai Dán Királyi Művészeti Akadémián folytatta tanulmányait, és ekkor tett először utazást Norvégiába is, ahol később egy kis kunyhót vásárolt a Hét Nővér hegylánc lábánál. Ezt követően Hermann Kasparnál tanult a Müncheni Képzőművészeti Akadémián, majd Svájcba, Ticino régióba utazott. 1958-tól a Koppenhágai Dán Királyi Művészeti Akadémián folytatta tanulmányait, és ekkor tett először utazást Norvégiába is, ahol később egy kis kunyhót vásárolt a Hét Nővér hegylánc lábánál. A kairói Német Kulturális Intézet ismételten meghívta.
Párizsban, 1960-ban, a Jardin du Luxembourg parkban ismerkedett meg későbbi férjével, az algériai Abdelhamid Ayech-csel (1926–2010), miközben Bowiennel együtt festett. 1961-ben megszületett lányuk, Diana, majd két évvel később a család Algériába, Ayech szülővárosába, Guelmába költözött, miután az ország függetlenné vált Franciaországtól. Fiuk, Haroun 1969-ben jött világra. Az ezt követő évtizedekben Bettina Heinen-Ayech felváltva élt Solingenben és Algériában. Algériában gyakran lehetett látni, ahogy autójával, amely „egykor egy R4-es volt”, festői témákat keresett, miközben elmaradhatatlan cigarettatartóját a szája sarkában tartotta. Algéria iránti szeretete szorosan összefonódott férje, Hamid iránti érzelmeivel, akit Heinen „szabad és bátor embernek” tartott.
1968-ban Bettina Heinen-Ayech első műveit megvásárolta az Algíri Nemzeti Szépművészeti Múzeum (Musée National des beaux-arts d'Alger), majd 1976-ban elnyerte a Grand Prix de la ville d'Alger díjat. Ugyanebben az évben a négy évvel korábban elhunyt Erwin Bowien Baráti Körének elnöke lett. 1992-ben retrospektív kiállítást rendeztek műveiből az Algíri Nemzeti Szépművészeti Múzeumban, ahol 120 festményét mutatták be. 1993-ban megkapta a Solingeni Baden polgári alapítvány kulturális díját. 2004-ben Algírban egy második nagyszabású retrospektív kiállítását rendezték meg, amelyet az akkori algériai kulturális miniszter, Khalida Toumi pártfogolt. 2006-ban az algériai kormány ismét kitüntette. Ugyanebben az évben, távolléte alatt, solingeni otthonába betörtek, és előre kitervelten elloptak hat Erwin Bowien festményt.
2018-ig Heinen-Ayech festményeit több mint 100 önálló és számos csoportos kiállításon mutatták be Európában, Amerikában és Afrikában. Művészneveként a „Bettina” vált ismertté, amely arab írásmódban. بتينا. formában is elterjedt. Életéről és munkásságáról könyvek és filmek is megjelentek. 2012-ben, a háború után először tért vissza Kreuzthalba, az Allgäu régióba, ahová a Bayerischer Rundfunk televíziótársaság egyik stábja is elkísérte.
Bettina Heinen-Ayech 2020. június 7-én, 82 éves korában hunyt el Münchenben. 2020-ban emléktáblát állítottak neki és művészközössége tagjainak a „Fekete Ház” néven ismert otthonánál, amelyben felnőtt.

## Munkásság

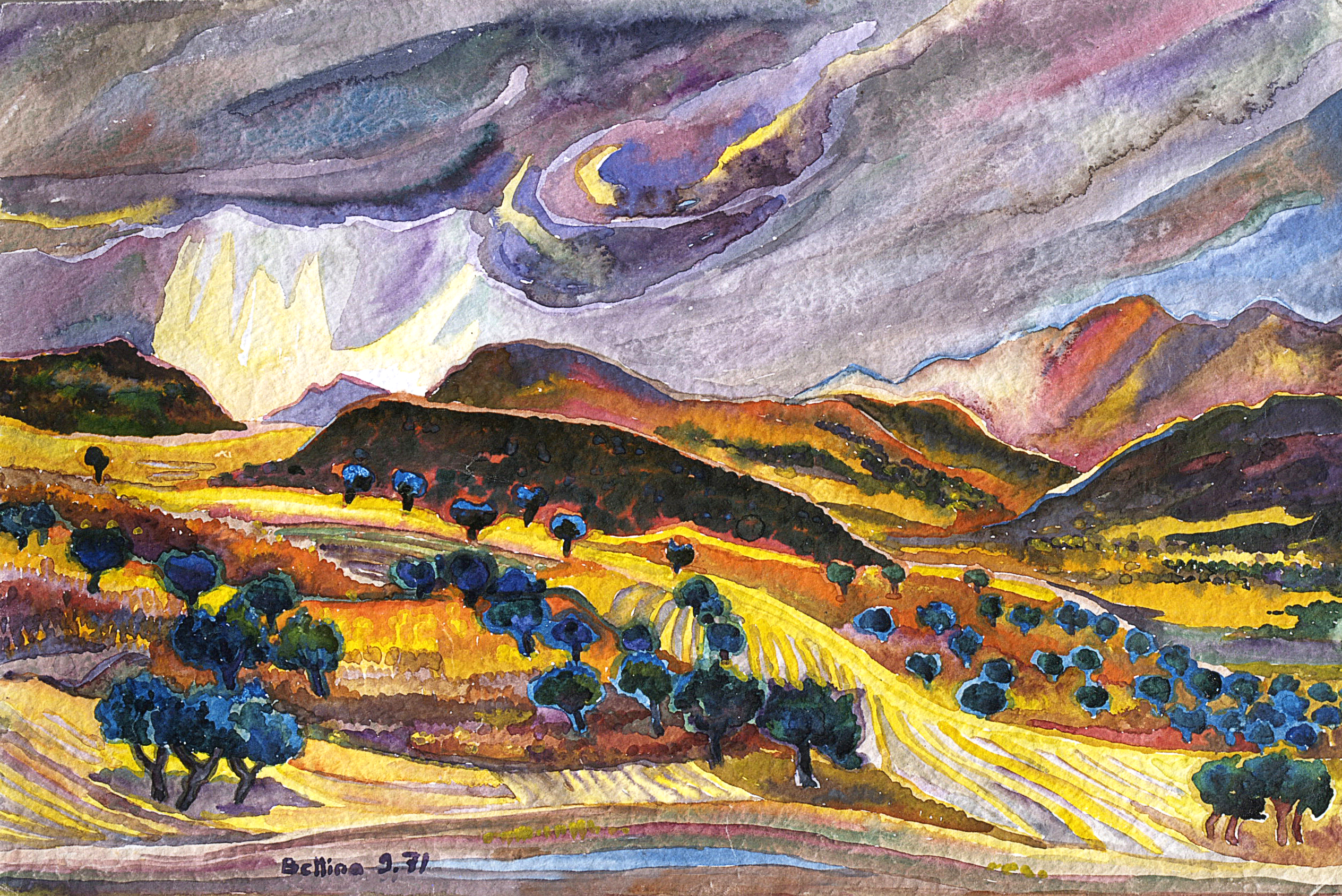
Nyári zápor Algériában, 1974

Bettina Heinen-Ayech minden festészeti technikát elsajátított, de leginkább az akvarellfestészetre összpontosított. Szabadtéri festőként elsősorban tájképeket alkotott, portrékat csak ritkábban. Algériai tartózkodásai során saját technikát fejlesztett ki: Guelma száraz levegője miatt az akvarellfesték nem folyt úgy egymásba, mint Európában, mert gyorsan megszáradt. Erre építve alakította ki saját festési módszerét: „Az erős színeket mozaikszerűen rakom egymás mellé, ecsetvonásról ecsetvonásra” – mondta Bettina Heinen-Ayech. Így kombinálva az élénk színek élénk képet alkotnak az algériai tájról és fényekről. Az 1990-es és 2000-es évek terrorcselekményekkel terhelt időszakában elmondása szerint csak portrékat, csendéleteket és az ablakból látott jeleneteket tudta megfesteni, mivel nem volt lehetősége szabadon utazni. Algériában azonban nem festett portrékat és csendéleteket.
Algériában nemcsak festészeti technikája változott meg, hanem személyisége is – vallotta Bettina Heinen-Ayech. „Európai előítéleteit” hátrahagyva elkezdte „meghallani” Guelma lenyűgöző természetét. „A déli hegy, a Mahouna, a mezők magukkal ragadják és megragadják minden érzékemet, és megőrzik a fantáziámat. Festem ezt a vidéket tavasszal, amikor a pipacsoktól pettyezett mezők zöldje minden árnyalatában ragyog – távol Európa sűrű zöldjétől; nyáron, amikor kék és lila csúcsai csodálatosan aranyló búzamezők fölé emelkednek; télen, amikor a föld vörös színe elképesztő erőt sugároz, amelyet oly nehéz visszaadni a vásznon!”
1967-ben Max Metzker újságíró a Düsseldorfer Nachrichten hasábjain így írt Bettina Heinen-Ayechről: „Képes egy tájat oly módon megeleveníteni, hogy az még azok számára is érthetővé válik, akik soha nem látták. A portréi pedig nem csupán emberek képmásai, hanem egyben a lélek ábrázolásai is, amelyek a legmélyebb rétegeket tárják fel.

## Fordítás
Ez a szócikk részben vagy egészben  a   Bettina Heinen-Ayech című angol Wikipédia-szócikk ezen változatának fordításán alapul.  Az eredeti cikk szerkesztőit annak laptörténete sorolja fel. Ez a jelzés csupán a megfogalmazás eredetét és a szerzői jogokat jelzi, nem szolgál a cikkben szereplő információk forrásmegjelöléseként.